# (1932) Jansky
(1932) Jansky (1971 UB1; 1958 DD1; 1964 XL) ist ein Asteroid des Hauptgürtels, der am 26. Oktober 1971 von Luboš Kohoutek in der Hamburger Sternwarte (Bezirk Bergedorf) entdeckt wurde.
Der Asteroid gehört zur Nysa-Gruppe, einer nach (44) Nysa benannten Gruppe von Asteroiden (auch Hertha-Familie genannt, nach (135) Hertha). Die zeitlosen (nichtoskulierenden) Bahnelemente von (1932) Jansky sind fast identisch mit denjenigen des kleineren, wenn man von der Absoluten Helligkeit von 15,0 gegenüber 13,6 ausgeht, Asteroiden (12638) Fransbrüggen.
(1932) Jansky wurde nach Karl Guthe Jansky benannt, einem US-amerikanischen Physiker, der 1932 als erster die Radioastronomie entdeckte.